# The Dark
A The Dark az amerikai Metal Church együttes 1986-ban megjelent második albuma. Ez volt az utolsó album, amelyben a Wayne, Vanderhoof, Arrington, Wells és Erickson felállás működött közre. Az album szövegei sötét témákkal foglalkoznak, mint a halál, rituálék, gyilkosság, harc. A zenekar az itt hallható Watch the Children Pray dalra forgatta az első videóklipjét. Ez az albumuk aratta a legnagyobb kritikai és üzleti sikert.
A zenekar az albumot Cliff Burtonnek, a Metallica egykori, elhunyt basszusgitárosának szentelte.

## Számlista
| #   | Cím                     | Szerző(k)                                                                 | Hossz |
| --- | ----------------------- | ------------------------------------------------------------------------- | ----- |
| 1.  | Ton of Bricks           | David Wayne, Kurdt Vanderhoof, Craig Wells, Duke Erickson, Kirk Arrington | 3:00  |
| 2.  | Start the Fire          | Wayne, Vanderhoof, Wells                                                  | 3:50  |
| 3.  | Method to Your Madness  | Wayne, Vanderhoof, Wells, Mark Dodson                                     | 4:52  |
| 4.  | Watch the Children Pray | Wayne, Vanderhoof, Wells                                                  | 5:57  |
| 5.  | Over My Dead Body       | Wayne, Vanderhoof, Wells                                                  | 3:36  |
| 6.  | The Dark                | Wayne, Vanderhoof, Wells                                                  | 4:11  |
| 7.  | Psycho                  | Wayne, Vanderhoof, Wells, Arrington                                       | 3:32  |
| 8.  | Line of Death           | Wayne, Vanderhoof, Wells, Erickson, Arrington                             | 4:42  |
| 9.  | Burial at Sea           | Wayne, Vanderhoof, Wells                                                  | 4:58  |
| 10. | Western Alliance        | Wayne, Vanderhoof, Wells                                                  | 3:18  |

## Közreműködők
- David Wayne – ének
- Kurdt Vanderhoof – gitár
- Craig Wells – gitár
- Duke Erickson – basszusgitár
- Kirk Arrington – dob

## Fordítás
- Ez a szócikk részben vagy egészben  a   The Dark című angol Wikipédia-szócikk fordításán alapul.  Az eredeti cikk szerkesztőit annak laptörténete sorolja fel. Ez a jelzés csupán a megfogalmazás eredetét és a szerzői jogokat jelzi, nem szolgál a cikkben szereplő információk forrásmegjelöléseként.